# Bzieniec (Babin)
Bzieniec – część wsi Babin w Polsce, w województwie lubelskim, powiecie lubelskim, gminie Bełżyce
W latach 1975–1998 miejscowość należała administracyjnie do województwa lubelskiego.
W średniowieczu Bzieniec był osobną wsią. Obecnie jest to północna część wsi Babin, którą z resztą wsi łączy asfaltowa droga. W Bzieńcu leży las o tej samej nazwie.
Wierni Kościoła rzymskokatolickiego należą do parafii pw. św. Andrzeja Boboli w Babinie.